# Ryan-James Hand
Ryan-James Hand (né le 14 mars 1985 à Ottawa, dans la province de l’Ontario au Canada) est un joueur professionnel canadien de hockey sur glace.

## Carrière de joueur
En plus de jouer avec le Drakkar de Baie-Comeau de la Ligue de hockey junior majeur du Québec, il dispute quelques matchs avec les Gladiateurs de Saint-Eustache de la Ligue de hockey junior AAA du Québec.
Lors de la saison 2006-2007, il commence sa carrière professionnelle avec le Top Design de Saint-Hyacinthe de la Ligue nord-américaine de hockey.
Il dispute ensuite une saison dans la Ligue centrale de hockey. Il joue alors avec les Bucks de Laredo et le Rush de Rapid City.
Il passe la saison 2009-2010 dans l'East Coast Hockey League, alors qu’il porte l’uniforme des Grizzlies de l'Utah et des Royals de Reading.
Il commence la saison 2010-2011 avec le Thunder de Wichita, puis il fait un passage avec le Havoc de Huntsville de la Southern Professional Hockey League et il termine la saison avec les Americans d'Allen.
Le 12 novembre 2011, il signe un contrat avec les Brahmas du Texas.
Le 10 juillet 2012, il signe un contrat avec les Stingrays de Hull de l'EIHL.
Le 30 septembre 2013 il signe un contrat avec le Thunder de Wichita de la Ligue centrale de hockey et le 26 février 2014 avec les FireAntz de Fayetteville de Southern Professional Hockey League.

## Statistiques
| Saison    | Équipe                        | Ligue   |    | Saison régulière | Saison régulière | Saison régulière | Saison régulière | Saison régulière |   | Séries éliminatoires | Séries éliminatoires | Séries éliminatoires | Séries éliminatoires | Séries éliminatoires |
| Saison    | Équipe                        | Ligue   | PJ | B                | A                | Pts              | Pun              | PJ               | B | A                    | Pts                  | Pun                  |                      |                      |
| 2002-2003 | Drakkar de Baie-Comeau        | LHJMQ   | 3  | 0                | 0                | 0                | 7                | -                | - | -                    | -                    | -                    |                      |                      |
| 2002-2003 | Gladiateurs de Saint-Eustache | LHJAAAQ | 12 | 0                | 2                | 2                | 108              |                  |   |                      |                      |                      |                      |                      |
| 2003-2004 | Drakkar de Baie-Comeau        | LHJMQ   | 51 | 0                | 2                | 2                | 259              | 2                | 0 | 0                    | 0                    | 9                    |                      |                      |
| 2004-2005 | Drakkar de Baie-Comeau        | LHJMQ   | 70 | 0                | 6                | 6                | 213              | 6                | 1 | 2                    | 3                    | 12                   |                      |                      |
| 2005-2006 | Drakkar de Baie-Comeau        | LHJMQ   | 16 | 1                | 3                | 4                | 55               | -                | - | -                    | -                    | -                    |                      |                      |
| 2006-2007 | Top Design de Saint-Hyacinthe | LNAH    | 26 | 0                | 1                | 1                | 136              | 2                | 0 | 0                    | 0                    | 29                   |                      |                      |
| 2007-2008 | Top Design de Saint-Hyacinthe | LNAH    | 40 | 1                | 4                | 5                | 252              | 13               | 0 | 0                    | 0                    | 37                   |                      |                      |
| 2008-2009 | Bucks de Laredo               | LCH     | 22 | 1                | 1                | 2                | 58               | -                | - | -                    | -                    | -                    |                      |                      |
| 2008-2009 | Rush de Rapid City            | LCH     | 16 | 0                | 1                | 1                | 67               | -                | - | -                    | -                    | -                    |                      |                      |
| 2009-2010 | Grizzlies de l'Utah           | ECHL    | 12 | 0                | 1                | 1                | 47               | -                | - | -                    | -                    | -                    |                      |                      |
| 2009-2010 | Royals de Reading             | ECHL    | 14 | 1                | 1                | 2                | 33               | -                | - | -                    | -                    | -                    |                      |                      |
| 2010-2011 | Thunder de Wichita            | LCH     | 28 | 0                | 1                | 1                | 43               | -                | - | -                    | -                    | -                    |                      |                      |
| 2010-2011 | Havoc de Huntsville           | SPHL    | 18 | 1                | 2                | 3                | 61               | -                | - | -                    | -                    | -                    |                      |                      |
| 2010-2011 | Americans d'Allen             | LCH     | 7  | 0                | 0                | 0                | 12               | -                | - | -                    | -                    | -                    |                      |                      |
| 2011-2012 | Brahmas du Texas              | LCH     | 50 | 1                | 3                | 4                | 122              | 12               | 0 | 0                    | 0                    | 19                   |                      |                      |
| 2012-2013 | Hull Stingrays                | EIHL    | 54 | 2                | 15               | 17               | 266              | -                | - | -                    | -                    | -                    |                      |                      |
| 2013-2014 | Thunder de Wichita            | LCH     | 22 | 0                | 1                | 1                | 20               | -                | - | -                    | -                    | -                    |                      |                      |
| 2013-2014 | FireAntz de Fayetteville      | SPHL    | 7  | 0                | 0                | 0                | 52               | -                | - | -                    | -                    | -                    |                      |                      |
| 2014-2015 | FireAntz de Fayetteville      | SPHL    | 8  | 0                | 1                | 1                | 49               | -                | - | -                    | -                    | -                    |                      |                      |
| 2014-2015 | Jackals d'Elmira              | ECHL    | 3  | 0                | 1                | 1                | 12               | -                | - | -                    | -                    | -                    |                      |                      |
| 2014-2015 | Isothermic de Thetford Mines  | LNAH    | 16 | 0                | 0                | 0                | 59               | 15               | 0 | 1                    | 1                    | 50                   |                      |                      |
| 2015-2016 | Assurancia de Thetford Mines  | LNAH    | 37 | 0                | 2                | 2                | 163              | 4                | 0 | 0                    | 0                    | 2                    |                      |                      |
| 2016-2017 | Éperviers de Sorel-Tracy      | LNAH    | 20 | 1                | 1                | 2                | 73               | 5                | 0 | 0                    | 0                    | 5                    |                      |                      |